# Land van Vannes

Vlag van Bro Gwened

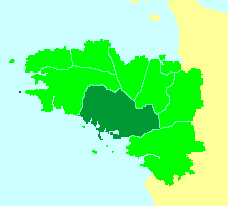
Ligging van Bro Gwened

Het land van Vannes, ook Broërec,(Bretoens: Bro Gwened, Bro Wened, Broereg of Bro Erec, Frans: Pays Vannetais) is een historische streek in Bretagne, met als centrum het bisdom van Vannes.
Tegenwoordig bestrijkt het Pays Vannetais 222 gemeenten op ruim 5.600 km² bijna 600.000 inwoners.